# Bătălia de la Bassianae
Bătălia de la Bassianae a fost o luptă între ostrogoții lui Valamir și hunii conduși de fiul lui Attila, Denzigich, în 468. După înfrângerea de la Nedao în 454, liderul hunilor, Dengizich, a lansat o invazie peste Dunăre cu o mare forță, dar a fost învins de regele ostrogot Valamir. Iordanes scrie că la rândul său, hunii i-au lăsat pe goți în pace, nu a mai existat alt conflict.